# Michel Lauri
Michel Lauri, né Miguel Ángel Lauri le 29 août 1908 et mort le 26 septembre 1994, était un footballeur argentin naturalisé français. 

## Carrière
Miguel Ángel Lauri débute en équipe d'Argentine (1929) avant le passage au statut professionnel du football argentin (1931). Il connaît dix sélections pour un but et participe notamment à la Copa America 1935 où l'Argentine termine deuxième derrière l'Uruguay. À cette période, il évolue en club avec l'Estudiantes où il est surnommé Flecha de Oro (flèche d'or) et fait partie de l'équipe du début des années 1930 surnommée Los Profesores (les professeurs).
Il est recruté par le club français du FC Sochaux durant l'été 1936 et joue trois saisons pour le club franc-comtois. Il est champion de France en 1938 et finaliste de la Coupe de France en 1937.
Naturalisé français dans la foulée de son arrivée en France en raison des origines basques de ses parents, il joue un match en équipe de France le 23 mai 1937 avant même de recevoir son passeport français. Une défaite 0-2 sanctionne cette rencontre face à l'Irlande, et Lauri, comme les trois autres nouveaux internationaux français, ne seront plus sélectionnés.
Il quitte Sochaux au déclenchement de la Seconde Guerre mondiale et joue en Uruguay pour Peñarol.

## Sources
- Coll., L'intégrale de l'équipe de France de football, Paris, First, 1998, p. 100 et 453